# Агрефений
Агрефений — архимандрит, русский паломник из Смоленска. Предположительно первый русский путешественник, посетивший Египет (около 1370 года).
В своём «Хождении» смоленский паломник дал краткое описание Каира, Александрии, географических особенностей тех мест, которые он посетил. Возможно, что Агрефений встретился с коптскими христианами.